# Minning
Minning (kinesiska: 闽宁, 闽宁镇) är en köping i Kina. Den ligger i den autonoma regionen Ningxia, i den nordvästra delen av landet, omkring 35 kilometer sydväst om regionhuvudstaden Yinchuan. Antalet invånare är 24 696. Befolkningen består av 11 784 kvinnor och 12 912 män. Barn under 15 år utgör 29,0 %, vuxna 15-64 år 67 %, och äldre över 65 år 2,0 %.
Genomsnittlig årsnederbörd är 307 millimeter. Den regnigaste månaden är juli, med i genomsnitt 80 mm nederbörd, och den torraste är december, med 1 mm nederbörd.